# WALL-E
WALL-E (gestileerd als WALL·E) is de negende animatiefilm van Pixar Animation Studios. De regie was in handen van Andrew Stanton, die ook Finding Nemo regisseerde en de co-regisseur was van A Bug's Life. De film volgt het liefdesverhaal van twee robots in de toekomst. Opvallend is dat er in de film nauwelijks gecommuniceerd wordt met een menselijke stem, maar juist wel met lichaamstaal en stemachtige geluiden (ontworpen door Ben Burtt).
WALL-E werd genomineerd voor zes Oscars, waarvan de film de Academy Award voor beste animatiefilm won. Daarnaast werden aan de animatiefilm meer dan veertig andere prijzen toegekend, waaronder een Golden Globe, een BAFTA Award, twee Grammy Awards, een National Board of Review Award en een Satellite Award.
De film is opgedragen aan Justin Wright, een animator bij Pixar die vlak voor de première van WALL-E overleed aan een hartaanval.

## Verhaal
WALL-E (een afkorting voor "Waste Allocation Load Lifter Earth-class", in de Nederlandse vertaling "Wijdverspreid Afval Lading Losser E-type") gaat over een gelijknamig zelfbewust robotje (stem Ben Burtt) dat afval samenperst op een verder door alles en iedereen verlaten Aarde. De mens is van de planeet gevlucht omdat deze te veel vervuild raakte en onleefbaar werd. Robots die moesten helpen het afval op te ruimen, konden dit niet voorkomen. De film speelt zich af op een tijdstip 700 jaar nadat de mensheid in grote ruimteschepen, waaronder de Axiom, het universum ingevlucht is. Terwijl er niemand meer op Aarde is, gaat de met een persoonlijkheid behepte WALL-E door met datgene waarvoor hij gebouwd is: opruimen. In tegenstelling tot zijn soortgenoten functioneert hij nog steeds, door zichzelf te repareren met onderdelen van andere robots. Zijn enige gezelschap is een kakkerlak die overal met hem mee naartoe gaat.
Op een dag komt er een robot genaamd EVE (een afkorting voor "Extraterrestrial Vegetation Evaluator", in de Nederlandse vertaling "Buitenaardse Vegetatie Evaluator") met een ruimtesonde op Aarde. WALL-E wordt direct verliefd op EVE, maar zij heeft geen aandacht voor hem. EVE is veel geavanceerder dan WALL-E en is op Aarde op zoek naar een teken van leven. Wanneer WALL-E haar zijn door de jaren heen verzamelde collectie spulletjes toont, laat hij haar onder meer een levend plantje in een bruine, versleten schoen zien. EVE neemt dit geheel volgens haar instructies aan, waarna ze overschakelt op de inactieve modus tot onbegrip van WALL-E, die echter de kans aangrijpt om 'romantische uitstapjes' met haar te maken. Enige tijd later wordt EVE opgehaald door de ruimtesonde die haar zond. De verliefde WALL-E wordt verlaten, maar gaat haar achterna.
Aan boord van het ruimteschip Axiom dat EVE stuurde, bevindt zich een deel van wat er nog over is van de mensheid. Het oorspronkelijke plan, 700 jaar eerder, was namelijk dat alle mensen met ruimtecruiseschepen, waarvan deze er één is, een vijfjarige ruimtecruise zouden maken terwijl de robots (waaronder WALL-E) de Aarde zouden opruimen. De robots en de ruimteschepen zijn allemaal eigendom van de machtige Buy 'n' Large-onderneming (BnL). De mannen en vrouwen spannen zich er zelf totaal niet meer in, maar liggen de hele dag plat op zwevende bedden, terwijl alles bij ze wordt gebracht wat ze verlangen en/of hen opgedrongen wordt door een door robots in stand gehouden Buy 'n' Large-commercie. Op de Axiom wordt zelfs kleine kinderen bij het leren van het alfabet al verteld dat "A staat voor Axiom, hun geliefde thuis" en dat "B staat voor Buy 'n' Large, hun beste vriend". De mensheid is zodoende dik en nog amper zelfstandig mobiel geworden (volgens Shelby Forthright, de vroegere algemeen directeur van Buy 'n' Large, komt dit echter door de microzwaartekracht die heerst aan boord van het ruimteschip). De robots voeren alle werkzaamheden aan boord uit, zoals productie, onderhoud en schoonmaken. De voor het schip erg vieze WALL-E heeft vanaf zijn entree dan ook schoonmaakrobotje M-O (tevens de stem van Ben Burtt) achter zich aan, dat voortdurend de sporen van zijn rupsbanden wegpoetst.
De enige persoon op het ruimteschip die nog 'iets' doet, is boordkapitein McCrea (stem Jeff Garlin). Hoewel ook hij de hele dag plat ligt, worden nieuwe zaken aan hem gerapporteerd en houdt hij de koers in de gaten. Hij wordt totaal tegen zijn verwachtingen in geconfronteerd met het plantje, wat betekent dat er weer leven mogelijk is op Aarde. Wanneer hij verheugd de terugtocht in wil zetten om 'naar huis' te gaan, neemt de allesomvattende boordcomputer Auto echter de macht over. Deze is niet voornemens de mensheid terug te laten keren naar de Aarde, want vlak voor het vertrek van het ruimteschip had Shelby Forthright (gespeeld door Fred Willard), de toenmalig algemeen directeur van Buy 'n' Large, een laatste order gegeven die prioriteit had boven alle andere orders: "De Aarde is volstrekt onleefbaar, keer nooit meer terug!" Dat het plantje het tegendeel bewijst, doet voor Auto niet ter zake: orders zijn orders. Wanneer de kapitein tegenstribbelt, wordt hij opgesloten.
EVE, die aanvankelijk WALL-E een blok aan haar been vond, ziet via haar opnamen hoe WALL-E zich op Aarde over haar heeft ontfermd toen ze inactief was, en realiseert zich dat ze gevoelens heeft voor WALL-E. Maar uiteindelijk dreigt WALL-E te bezwijken omdat hij zwaar beschadigd is door toedoen van Auto en geen energie meer heeft, hij moet daarom terug naar de Aarde voor nieuwe onderdelen en om daar met zijn zonnepanelen zijn batterij te kunnen opladen. EVE en WALL-E proberen dus het plantje naar de holo-detector te brengen, zodat die een volautomatische procedure start om het schip terug naar de Aarde te sturen. Auto probeert dit te verhinderen, waardoor WALL-E nog verder beschadigd raakt, maar McCrea weet Auto uit te schakelen zodat EVE het plantje kan plaatsen. Het schip keert terug naar de Aarde.
Eenmaal geland wordt de zeer zwaar beschadigde WALL-E door de wanhopige EVE vlug gerepareerd en laadt de batterij van WALL-E weer op. Hierna bevindt WALL-E zich echter in de fabrieksstand; hij herkent EVE niet meer en begint onverstoord met het samenpersen van afval, waarvoor hij gebouwd is. Maar als EVE hem een kus geeft (eigenlijk is dit een klein elektrisch ontladinkje tussen beiden), wordt WALL-E weer zichzelf en herkent hij EVE weer. McCrea neemt de leiding over de herbevolking en -kolonisatie van de Aarde. 
De aftiteling toont afbeeldingen in onder andere oud-Egyptische en impressionistische stijl waarin de Aarde herbevolkt wordt en een nieuwe beschaving wordt gesticht, compleet met steden, die deze keer de Aarde wel schoon houdt. Uiteindelijk kijken WALL-E en EVE naar het plantje, dat inmiddels een volwassen boom is.

## Rolverdeling
| Personage*            | Engelse versie    | Nederlandse versie                 | Vlaamse versie |
| --------------------- | ----------------- | ---------------------------------- | -------------- |
| WALL-E                | Ben Burtt         | Pepijn Gunneweg                    | Kevin Janssens |
| EVE                   | Elissa Knight     | Vivienne van den Assem             | Esther Lybeert |
| AUTO                  | MacInTalk         | Paul Klooté                        | Ivan Pecnik    |
| Kapitein B. McCrea    | Jeff Garlin       | Frans Limburg                      | Koen de Bouw   |
| Shelby Forthright     | Fred Willard      | Victor van Swaay                   | Ben Van Ostade |
| John                  | John Ratzenberger | Bas Keijzer                        | Bert Cosemans  |
| Mary                  | Kathy Najimy      | Maja van den Broecke               | Daisy Thys     |
| M-O                   | Ben Burtt         | Dieter Jansen                      | David Verbeeck |
| Scheepscomputer Axiom | Sigourney Weaver  | Loretta Schrijver Bridget Maasland | Tine Embrechts |

De Nederlandse regie is gedaan door Marty de Bruijn en de Nederlandse vertaling door Edward Reekers. De overige Nederlandse stemmen zijn ingesproken door: Marty de Bruijn, Cystine Carreon, Jannemien Cnossen, Vincent Croiset, Robert Hilhorst, Jaco Kirchjünger, Remco Langendoen, Edward Reekers, Florus van Rooijen, Marieke Rovers, Maayke Stouwdam, Anneloes Veentjer, Donna Vrijhof, Freek Wennekes en Leon Ruben Wiedijk.
De overige Vlaamse stemmen zijn ingesproken door Vincent Bal, Ron Cornet, Jos Dom, Frank Hoelen, Hans Jaspers, An Lovink, Martine Prenen, Isabelle Van Hecke en Eva Vermeire.

## Achtergrond

### Oorsprong
Toen de eerste Pixar-film Toy Story bijna afgerond was, bedacht het Pixar-team (onder wie Andrew Stanton) meteen welke andere films het verder nog wilde maken. Uit deze ideeën ontstonden A Bug's Life, Monsters, Inc., Finding Nemo en WALL-E. Nadat Stanton Finding Nemo had geregisseerd, ging hij meteen aan de slag met het oorspronkelijke idee: 'wat zou er gebeuren als de mensheid de Aarde verliet, maar vergat om de laatste overblijvende robot uit te zetten?'. Het robotje WALL-E maakte zijn eerste opwachting in de korte animatiefilm Your Friend the Rat, die Pixar als bonusmateriaal maakte voor Ratatouille.

### Verwijzingen
WALL-E verwijst op verschillende manieren naar Stanley Kubricks film 2001: A Space Odyssey uit 1968. Zo neemt Captain McCrea het op tegen de moordzuchtig geworden boordcomputer, eenzelfde scène als die tussen personage Dave en de zelfbewust geworden boordcomputer HAL 9000 in 2001: A Space Odyssey. Tijdens hun strijd richt McCrea zich op zeker moment op terwijl het muziekstuk Also sprach Zarathustra van Richard Strauss klinkt. Met hetzelfde stuk begint en eindigt 2001: A Space Odyssey. Ook de ruimtecapsule waarin WALL-E wordt gelanceerd vanuit de Axiom komt overeen met de ruimtecapsules uit 2001: A Space Odyssey die gebruikt worden voor EVA.
De film bevat veel christelijke symboliek. EVE is vernoemd naar Eva, terwijl WALL-E op Adam lijkt die eenzaam was, en daarom vrouwelijk gezelschap kreeg in de vorm van Eva. Bovendien doet de Axiom denken aan de Ark van Noach, waarbij EVE de rol van de duif vervult, die terugkeert met een tak. Verder verbeeldt de film de terugkeer naar eerlijke, noeste arbeid in plaats van ongebreidelde luiheid en consumentisme, en het vereren en volgen van valse goden (de Buy 'n' Large Corporation en Auto).

### Korte film
Zoals bij elke andere bioscoopfilm die Pixar heeft gemaakt, ging WALL-E gepaard met het vertonen van een korte film voor de hoofdvertoning. Deze film heet Presto en gaat over een goochelaar die op het punt staat om op te treden, maar op het podium ruzie krijgt met zijn konijn, met alle gevolgen van dien.

### Ontvangst
WALL-E beleefde zijn première op 27 juni 2008 in het Greek Theatre in Los Angeles, waarna de film in 3992 bioscopen opende in Noord-Amerika. De film kreeg unaniem positieve recensies en werd van alle kanten de beste Pixar-film, en misschien zelfs de beste animatiefilm ooit, genoemd. Het meest genoemde pluspunt is de eerste helft van de film, waarin geen dialoog voorkomt. Ook werd vaak genoemd dat het hoofdpersonage WALL-E menselijker en interessanter was dan men in elke willekeurige live-actionfilm zou kunnen vinden. Op Rotten Tomatoes scoorde WALL-E een score van 98% aan positieve recensies.

### Nederlandse versie
De Nederlandse versie van WALL-E is niet alleen in het Nederlands nagesynchroniseerd, maar tevens zijn hierin diverse schriftelijke aanduidingen in de film (bijvoorbeeld krantenkoppen, waarschuwingsteksten aan boord van het ruimteschip, enz.) door Pixar vervangen en in het Nederlands ingemonteerd. Ook de begingeneriek van de film is door Pixar 'vernederlandst'.

### Opbrengst
De film leverde in het openingsweekend 63 miljoen dollar op en bracht uiteindelijk wereldwijd $ 521.268.238 op. Dit maakt WALL-E een van de minder succesvolle Pixar-films. Finding Nemo ($ 864.621.035), Up ($ 683,004,164), The Incredibles ($ 631.436.092), Ratatouille ($ 624.445.654) en Monsters, Inc. ($ 525.366.597) gaan WALL-E nog voor. De voor een Pixar-film lage opbrengst viel onder andere toe te schrijven aan de volwassen thema's die in de film worden behandeld, wat het jonge publiek afstoot (animatiefilms zijn echter nog altijd matig populair onder volwassenen). Ook was de winst van merchandising (die bij Pixar-films altijd erg hoog is) relatief laag, omdat de merchandising van de Pixar-film Cars uit 2006 nog erg veel winst maakte.

### Prijzen en nominaties
WALL-E won de Oscar en Golden Globe voor beste animatiefilm. Ook was de film bij de Oscars genomineerd voor de categorieën Beste Originele Script, Beste Originele Muziek, Beste Originele Nummer, Beste Geluidsmixing en Beste Geluidsbewerking. Dit maakt WALL-E de voor de meeste Oscars genomineerde animatiefilm ooit. Het nummer Down to Earth van Peter Gabriel dat te horen is tijdens de aftiteling kreeg uiteindelijk geen Oscar voor beste speciaal voor film geschreven lied, maar wel een Grammy Award.
Walt Disney Pictures deed ook een poging om WALL-E een populaire keuze te maken in de categorie Beste Film, maar had hiermee geen succes. Ook in de vele einde-van-het-jaar-prijsuitreikingen scoorde WALL-E behoorlijk goed. Bij de Boston Society of Film Critics, The Chicago Film Critics Association, The Central Ohio Film Critics Awards, The Online Film Critics Society, en het meest opvallend: The Los Angeles Film Critics Association, sleepte hij de prijs voor beste film in de wacht. Een dergelijk succes in die categorie is erg zeldzaam voor een animatiefilm, omdat animatie nog altijd als een losstaand genre wordt beschouwd.